# بان طويل الزهر
بان طويل الزهر (الاسم العلمي: Moringa longituba ) هو نوع نباتي يتبع جنس البان من الفصيلة البانية.  
موطنها الصومال وكينيا.